# Зивр, Ладислав
Ладислав Зивр (чеш. Ladislav Zívr; 23 мая 1909[…], Нова-Пака[…] — 4 сентября 1980[…], Žďár, Ждирец, Либерецкий край, Чехословакия) — чешский скульптор.

## Жизнь и творчество
Ладислав Зивр изучал скульптуру в пражской Академии искусств, архитектуры и дизайна. Для работы предпочитал глину, хотя великолепно владел как другими техниками (например, коллажем), так и комбинациями из различных материалов (гипса и др.). Имеются многочисленные скульптуры Л. Зивра из камня и дерева. В 1940-е годы Л. Зивр был членом художественной группы «Скупина 42», в которой он был единственным скульптором.
Л. Зивр работал преимущественно в стилях кубизм и сюрреализм. Ранние работы скульптора изображали ремесленников и музыкантов с их инструментами. Позднее выполнял работы, формы которых мастер брал у окружающей нас живой природы. В 1966 году Л. Зивр принял участие в Первом симпозиуме скульпторов, состоявшемся в Горжице, на котором рассматривались скульптуры, высеченные из песчаника.